# Jinzhong
Jinzhong, antigament Yuci, és una ciutat a nivell de prefectura a la província de Shanxi, a la República Popular de la Xina, limitant a l'est amb la província de Hebei. Segons el cens del 2020, la seva població total era de 3.379.498 habitants, dels quals 1.226.617 vivien als districtes urbans de Yuci i Taigu. No obstant això, 5.433.659 vivien a l'àrea urbanitzada (o metropolitana) de Taiyuan - Jinzhong formada pel districte de Yuci més els 6 districtes urbans de Taiyuan, en gran part conurbats.

## Clima
Jinzhong té un clima semiàrid continental, influït pel monsó (Köppen BSk), amb hiverns freds i molt secs, i estius calorosos i humits. La temperatura mitjana mensual oscil·la entre -5,5 °C al gener i 24,2 °C al juliol, i la mitjana anual és de 10,39 °C. Com a mostra de la influència del monsó d'Àsia oriental, més de dos terços dels 388 mil·límetres anuals de precipitació es produeixen de juny a setembre.